# 王道成 (萬曆進士)
王道成（？—？），號能弘，陕西临洮府蘭州軍籍，明朝政治人物。

## 生平
博学有才，万历二十八年（1600年）庚子科陕西乡试举人，二十九年（1601年）辛丑科進士，授四川华阳令，平徭赋，开水利，政声大著。升禮部儀制司主事，四十一年調吏部稽勋司主事，本年調考功司，調文选司，不通一刺，自矢惟「不爱钱」三字足以自効。四十二年养病。

## 家族
曾祖王鳳。祖王良賓，舉人、平度知州。父王化，舉人、臨晉知縣。